# Montferrat (Isère)
Pour les articles homonymes, voir Montferrat.
Montferrat est une commune française située dans le département de l'Isère en région Auvergne-Rhône-Alpes.
Bordée dans sa partie méridionale par le lac de Paladru, la commune est membre de la communauté du Pays Voironnais et ses habitants sont dénommés les Montfrinauds.

## Géographie

### Situation et description
Montferrat est un village perché sur une colline de la région naturelle des Terres froides qui borde le lac de Paladru, à mi-chemin entre Lyon, Grenoble et Chambéry, à quinze kilomètres de Voiron.

### Communes limitrophes
Montferrat compte cinq communes limitrophes :

### Climat
Pour des articles plus généraux, voir Climat d'Auvergne-Rhône-Alpes et Climat de l'Isère.
En 2010, le climat de la commune est de type climat de montagne, selon une étude du Centre national de la recherche scientifique s'appuyant sur une série de données couvrant la période 1971-2000. En 2020, Météo-France publie une typologie des climats de la France métropolitaine dans laquelle la commune est exposée à un climat de montagne ou de marges de montagne et est dans la région climatique  Alpes du nord, caractérisée par une pluviométrie annuelle de 1 200 à 1 500 mm, irrégulièrement répartie en été. 
Pour la période 1971-2000, la température annuelle moyenne est de 9,8 °C, avec une amplitude thermique annuelle de 17,4 °C. Le cumul annuel moyen de précipitations est de 1 334 mm, avec 9,8 jours de précipitations en janvier et 7,4 jours en juillet. Pour la période 1991-2020, la température moyenne annuelle observée sur la station météorologique de Météo-France la plus proche, « Pont-de-Beauvoisin », sur la commune du Pont-de-Beauvoisin à 8 km à vol d'oiseau, est de 11,8 °C et le cumul annuel moyen de précipitations est de 1 166,3 mm,. Pour l'avenir, les paramètres climatiques de la commune estimés pour 2050 selon différents scénarios d'émission de gaz à effet de serre sont consultables sur un site dédié publié par Météo-France en novembre 2022.

### Hydrologie
Le territoire de la commune est bordé dans sa partie méridionale par le lac de Paladru, un des plus grands lacs naturels d'origine glaciaire de France. Il est notamment alimenté par le Courbon, ruisseau d'une longueur 3,7 km qui prend sa source sur le territoire de Montferrat avant de rejoindre le lac à Paladru (commune des Villages du Lac de Paladru).
Le principal cours d'eau de la commune est la Bièvre, un affluent du Rhône de 21,3 km. La Bièvre prend sa source au nord-est du mont Cuchet (710 m), à 648 m d'altitude, sur la commune de Montferrat en limite du territoire de la commune voisine de Saint-Sulpice-des-Rivoires, à moins de 4 km du lac de Paladru.

### Voies de communication
Le territoire de la commune est traversé par l'ancienne route nationale 75 qui était une route nationale française reliant Bourg-en-Bresse à Sisteron. Cette route a été déclassée en RD 1075 en 2006 et traverse le territoire communal dans sa partie orientale.

## Urbanisme

### Typologie
Au 1er janvier 2024, Montferrat est catégorisée commune rurale à habitat dispersé, selon la nouvelle grille communale de densité à sept niveaux définie par l'Insee en 2022.
Elle appartient à l'unité urbaine de Les Abrets en Dauphiné, une agglomération intra-départementale regroupant quatre  communes, dont elle est une commune de la banlieue,,. Par ailleurs la commune fait partie de l'aire d'attraction de Grenoble, dont elle est une commune de la couronne,. Cette aire, qui regroupe 204 communes, est catégorisée dans les aires de 700 000 habitants ou plus (hors Paris),.

### Occupation des sols
L'occupation des sols de la commune, telle qu'elle ressort de la base de données européenne d’occupation biophysique des sols Corine Land Cover (CLC), est marquée par l'importance des territoires agricoles (73,8 % en 2018), en diminution par rapport à 1990 (75,6 %). La répartition détaillée en 2018 est la suivante : 
prairies (32,5 %), zones agricoles hétérogènes (21,2 %), terres arables (20,1 %), zones urbanisées (10,1 %), forêts (10,1 %), eaux continentales (3,6 %), zones humides intérieures (2,3 %). L'évolution de l’occupation des sols de la commune et de ses infrastructures peut être observée sur les différentes représentations cartographiques du territoire : la carte de Cassini (XVIIIe siècle), la carte d'état-major (1820-1866) et les cartes ou photos aériennes de l'IGN pour la période actuelle (1950 à aujourd'hui).

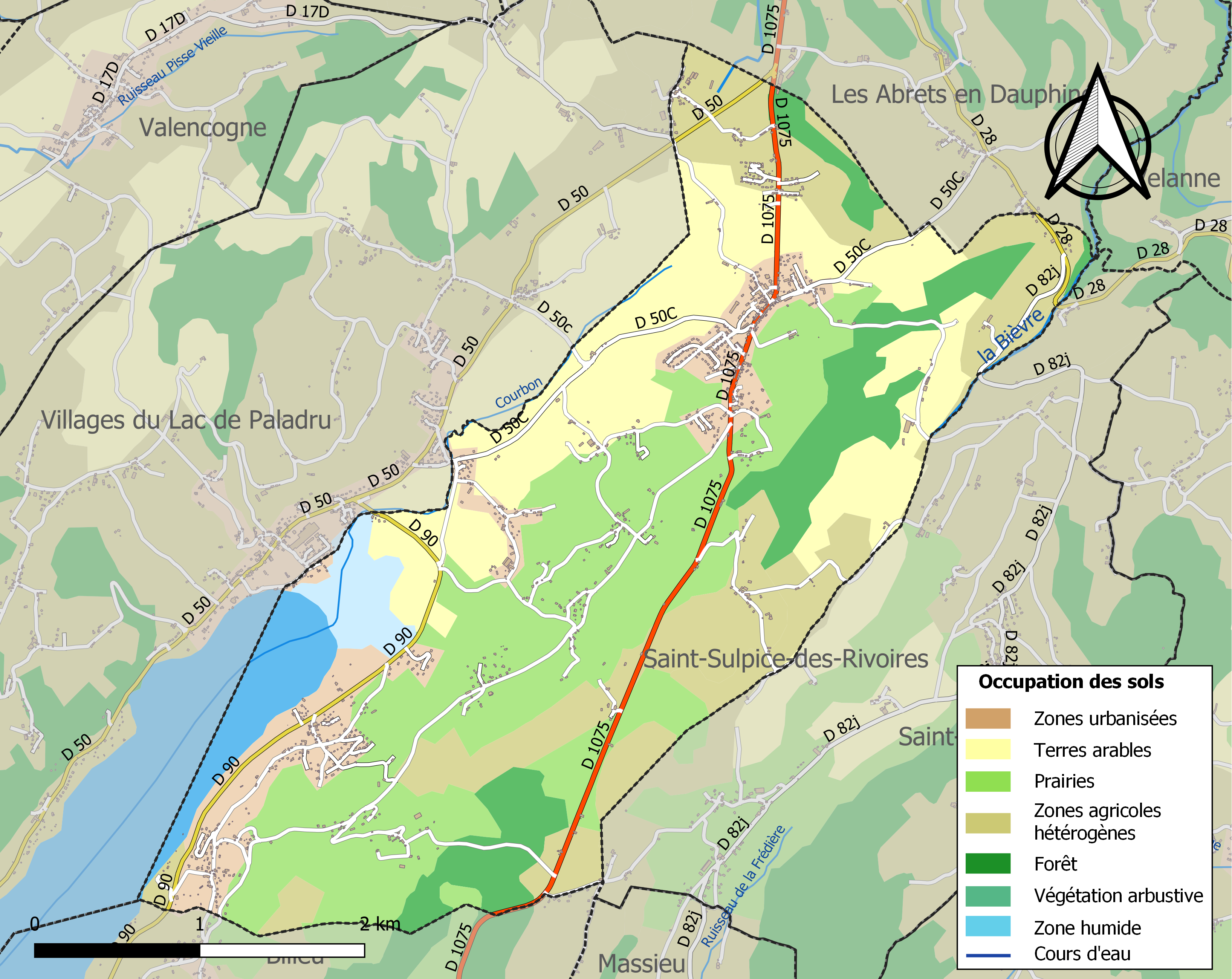
Carte des infrastructures et de l'occupation des sols de la commune en 2018 (CLC).

#### Risques sismiques
L'ensemble du territoire de la commune de Montferrat est situé en zone de sismicité n°3 (sur une échelle de 1 à 5), comme la plupart des communes du secteur géographique du lac de Paladru, mais en limite de la zone n°4.
| Type de zone | Niveau            | Définitions (bâtiment à risque normal) |
| ------------ | ----------------- | -------------------------------------- |
| Zone 3       | Sismicité modérée | accélération = 1,1 m/s2                |

## Histoire

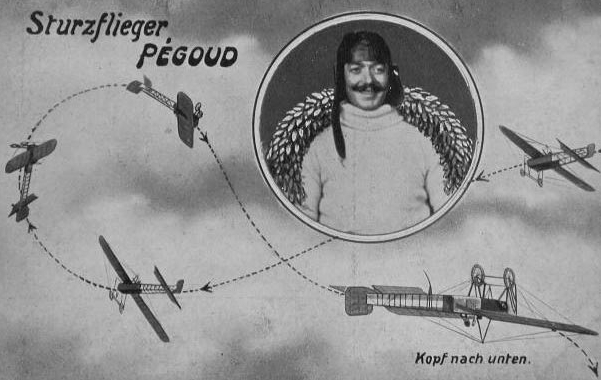
Le « looping » d'Adolphe Pégoud.
Carte postale allemande de 1913.

## Politique et administration

### Administration municipale
| Période                                  | Période   | Identité                    | Étiquette | Qualité           |
| ---------------------------------------- | --------- | --------------------------- | --------- | ----------------- |
| 1947                                     | 1971      | Albert Bouffier             |           | Expert-Comptable  |
| 1971                                     | 1983      | Michel Genin-Ramel          |           | Chef d'entreprise |
| 1983                                     | 1990      | Marcel Meunier-Carus Lenoir |           | Chef d'entreprise |
| 1990                                     | 1992      | René Taurel                 |           |                   |
| mai 1993                                 | mars 2001 | Michel Genin-Ramel (fils)   |           | Chef d'entreprise |
| 2001                                     | 2008      | Thierry Lehnebach           | EELV      |                   |
| 2008                                     | 2020      | René Philip                 |           | Retraité          |
| 2020                                     | En cours  | Roland Perrin-Cocon         |           | Retraité          |
| Les données manquantes sont à compléter. |           |                             |           |                   |

## Population et société

### Démographie
L'évolution du nombre d'habitants est connue à travers les recensements de la population effectués dans la commune depuis 1793. Pour les communes de moins de 10 000 habitants, une enquête de recensement portant sur toute la population est réalisée tous les cinq ans, les populations de référence des années intermédiaires étant quant à elles estimées par interpolation ou extrapolation. Pour la commune, le premier recensement exhaustif entrant dans le cadre du nouveau dispositif a été réalisé en 2004.

En 2022, la commune comptait 1 839 habitants, en évolution de +4,31 % par rapport à 2016 (Isère : +3,07 %, France hors Mayotte : +2,11 %).
| 1793 | 1800 | 1806  | 1821  | 1831  | 1836  | 1841  | 1846  | 1851  |
| ---- | ---- | ----- | ----- | ----- | ----- | ----- | ----- | ----- |
| 902  | 834  | 1 082 | 1 078 | 1 326 | 1 369 | 1 404 | 1 406 | 1 353 |

| 1856  | 1861  | 1866  | 1872  | 1876  | 1881  | 1886 | 1891 | 1896 |
| ----- | ----- | ----- | ----- | ----- | ----- | ---- | ---- | ---- |
| 1 205 | 1 188 | 1 129 | 1 088 | 1 082 | 1 007 | 997  | 973  | 940  |

| 1901 | 1906 | 1911 | 1921 | 1926 | 1931 | 1936 | 1946 | 1954 |
| ---- | ---- | ---- | ---- | ---- | ---- | ---- | ---- | ---- |
| 899  | 859  | 806  | 708  | 729  | 735  | 683  | 646  | 709  |

| 1962 | 1968 | 1975 | 1982 | 1990  | 1999  | 2004  | 2006  | 2009  |
| ---- | ---- | ---- | ---- | ----- | ----- | ----- | ----- | ----- |
| 680  | 669  | 680  | 981  | 1 249 | 1 286 | 1 411 | 1 430 | 1 557 |

| 2014  | 2019  | 2022  | - | - | - | - | - | - |
| ----- | ----- | ----- | - | - | - | - | - | - |
| 1 746 | 1 833 | 1 839 | - | - | - | - | - | - |

### Enseignement
La commune est rattachée à l'académie de Grenoble.

### Médias
Historiquement, le quotidien à grand tirage Le Dauphiné libéré consacre, chaque jour, y compris le dimanche, dans son édition du Voironnais à la Chartreuse, un ou plusieurs articles à l'actualité du village, du canton, de la communauté de communes et de ses environs, ainsi que des informations sur les éventuelles manifestations locales, les travaux routiers, et autres événements divers à caractère local.

## Culture locale et patrimoine

### Lieux et monuments
- Château de Montferrat
- L'église Saint-Didier, ou de Notre-Dame-de-la-Vouise.
- Mémorial de l'Isère des Morts Pour La France en Afrique du Nord.
- Monument à l'honneur de Adolphe Pégoud.
- Monument aux morts communal.
- Stèle commémorative à la mémoire de Edouard Bolazzi, assassiné par les Allemands le 03-08-1944
- La maison forte de Montferrat, de la fin du XIIIe siècle[23].
- La maison forte de la Marinière, du XIVe siècle[23].
- La plage municipale équipée, à La Véronnière[24]

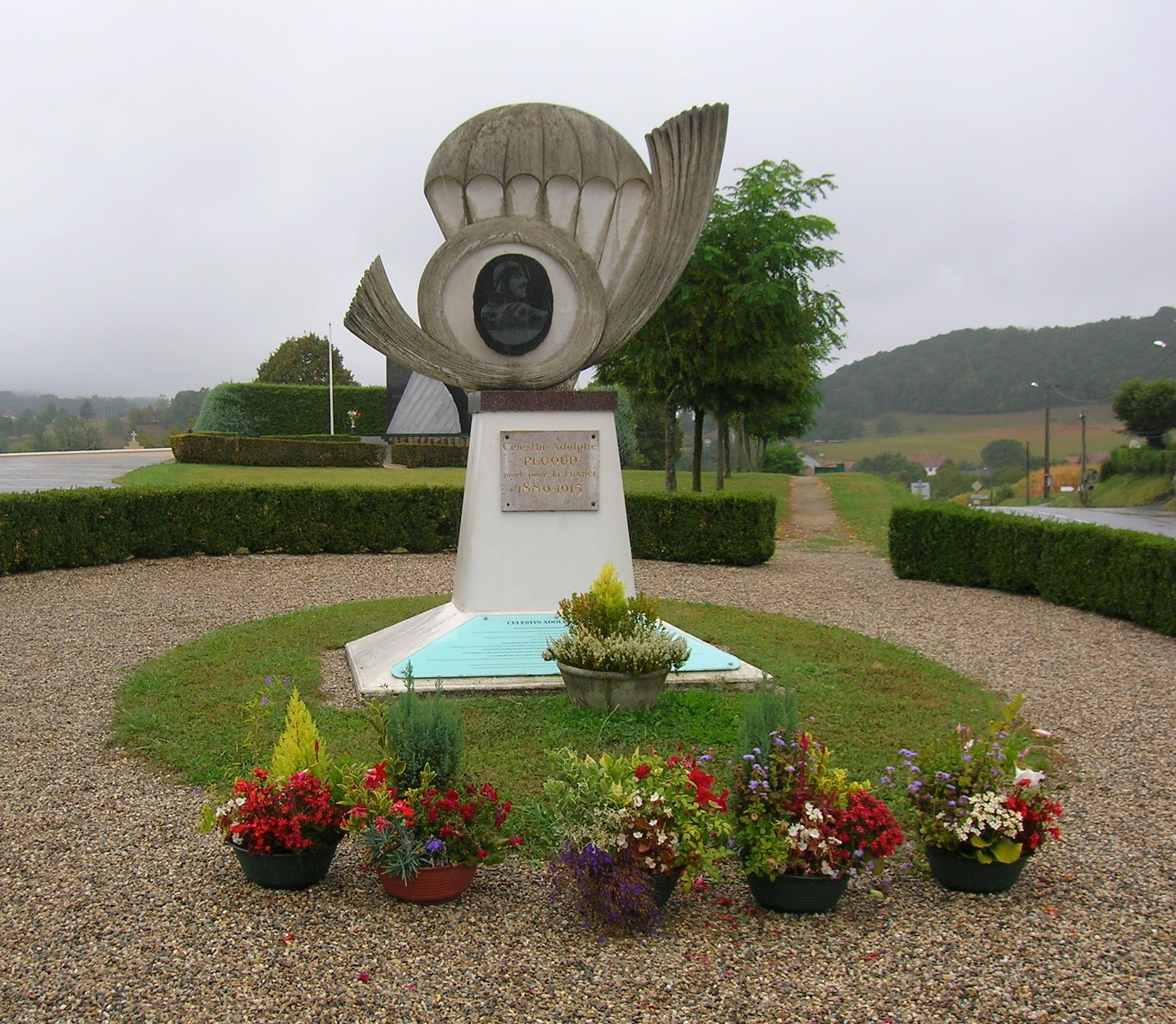
La stèle dédiée à Pégoud.
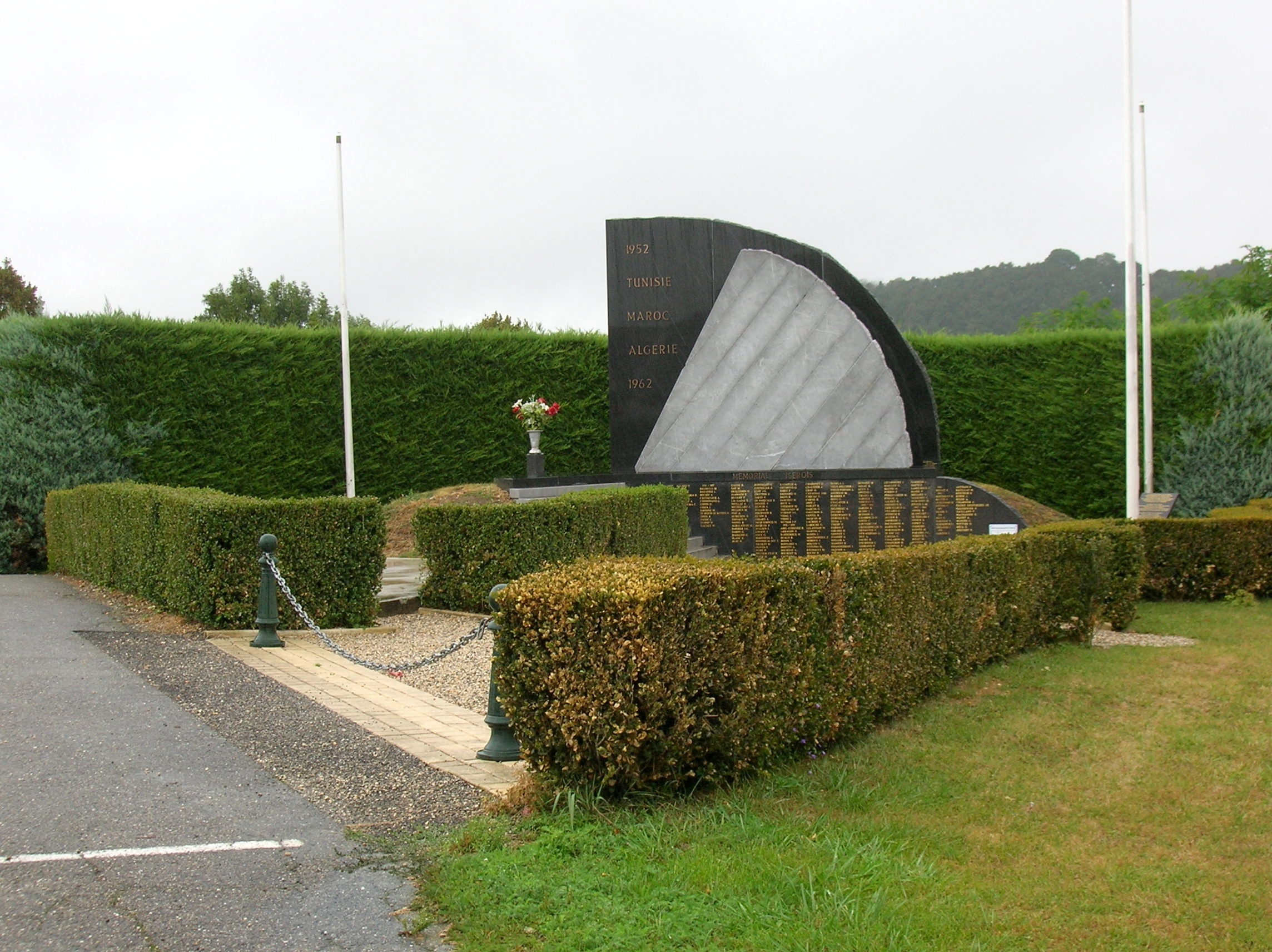
Le mémorial de la guerre d'Algérie et des combats du Maroc et de la Tunisie (1952 - 1962).
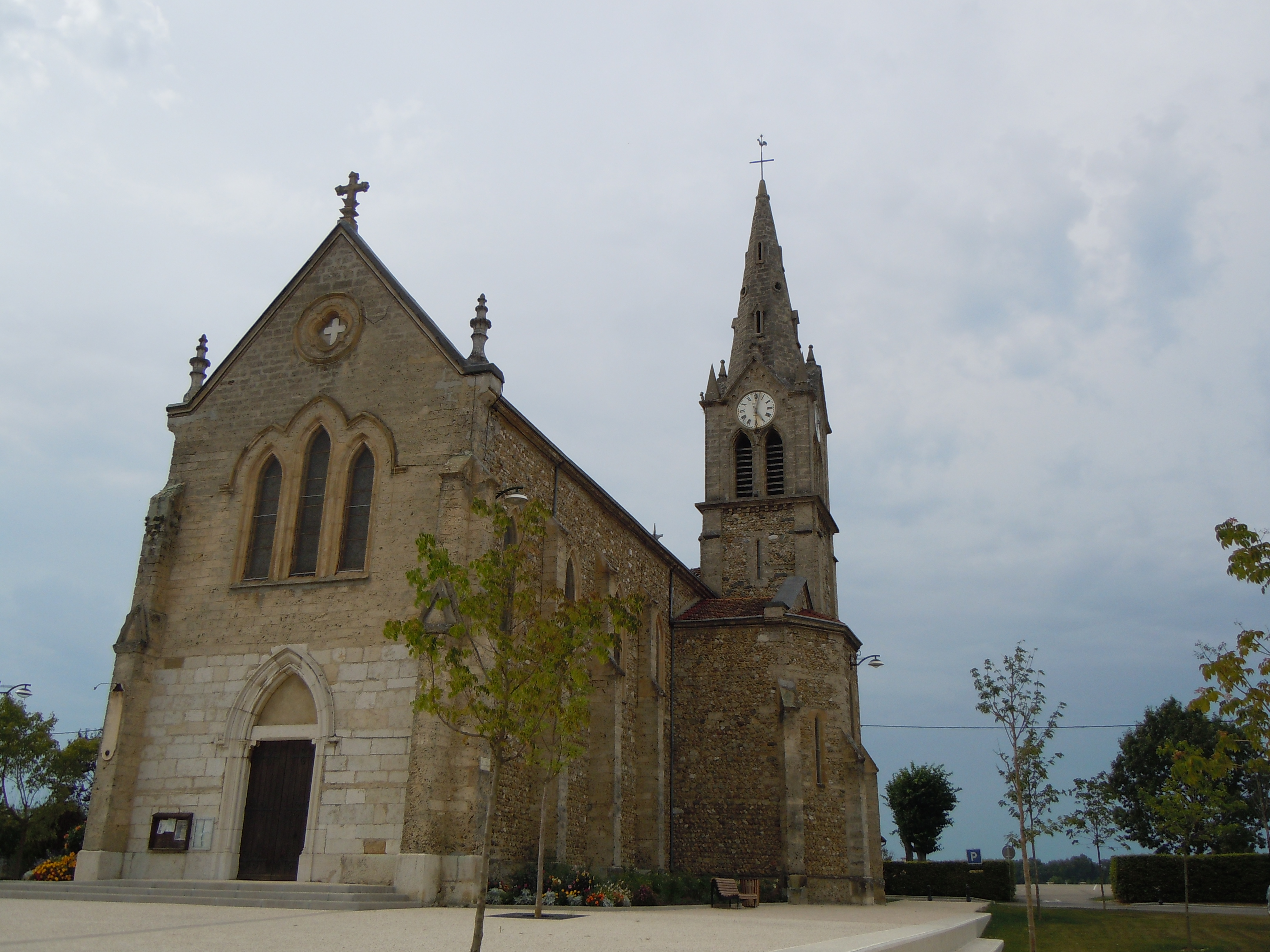
L'église Saint-Didier.

### Patrimoine culturel

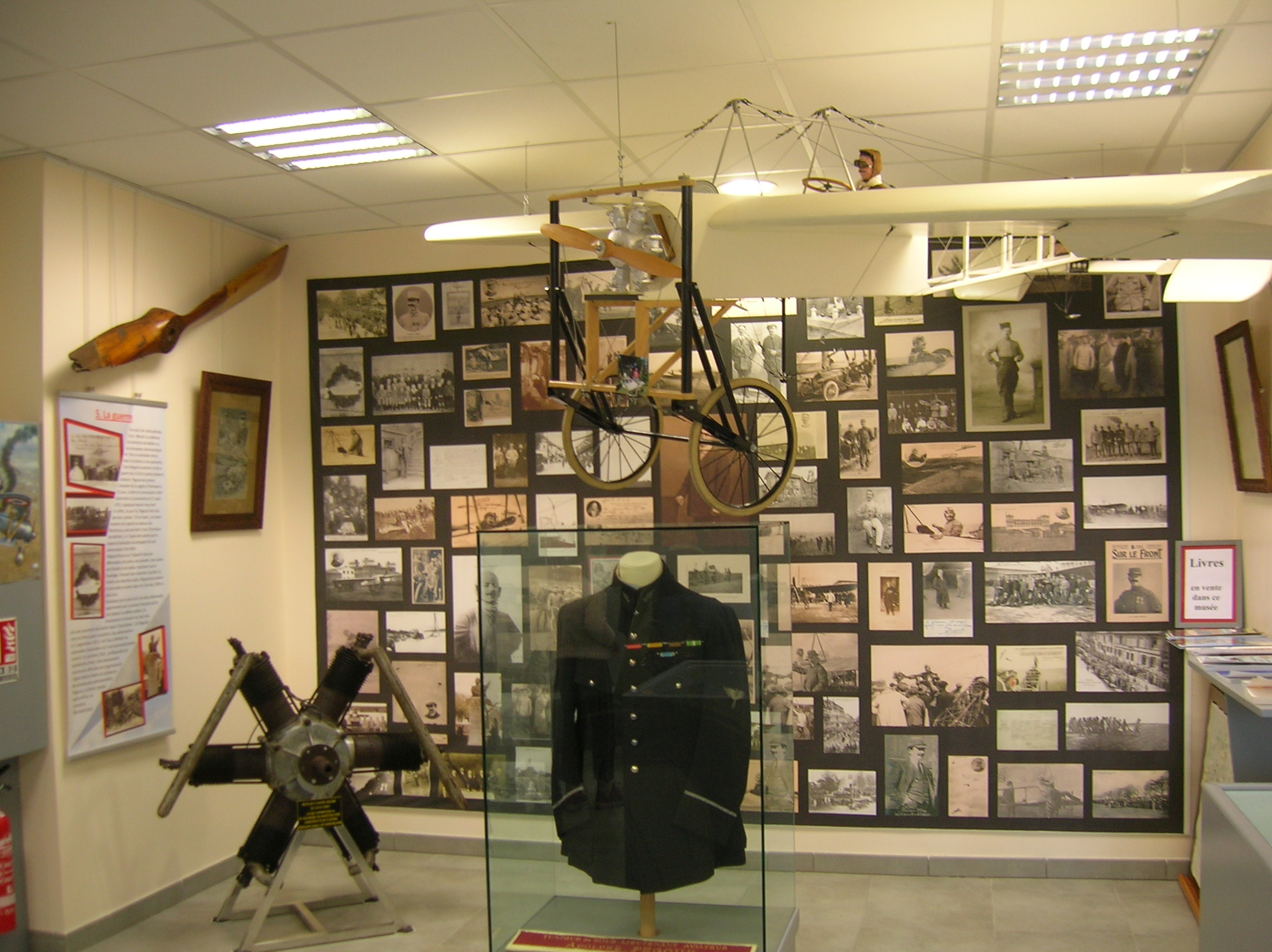
Le musée.

- Musée Adolphe-Pégoud, consacré à l'aviation et au précurseur de la voltige aérienne Adolphe Pégoud[25]
- médiathèque
- salle des fêtes

### Personnalités liées à la commune
- Joseph Marie de Barral.
- Adolphe Pégoud.